# DS4/NA
El Digital Signal 4/NA (DS4/NA) en telecomunicacions és un senyal multiplexat agregat de 139,264 Mbit/s, equivalent a 3 Digital Signal 3s o 2.016 Digital Signal 0s.
Aquest enllaç s'utilitza habitualment per al transport de fibra de llarga distància de radiodifusió i televisió com a plataforma per al flux de transport MPEG-2 /ASI de 270 Mb/s. Els circuits són d'ús comú diàriament per a la transmissió digital d'emissions de televisió i ràdio, interconnectant Pavellons Esportius, Centres de Convencions, Estacions de Televisió i Emisores. Les connexions en si passen a formar part de la transmissió de dades en sèrie de llarg recorregut per fibra. Com que s'envien com a dades purament en sèrie, no es produeix cap paquetització ni compartició d'ample de banda com passa amb TCP/IP.
Els operadors que solen subministrar aquests circuits estan especialitzats, la majoria de vegades subministrats als EUA per Vyvx o The Switch.
Una emissió remota, un esdeveniment esportiu, per exemple, normalment es transmet a través d'un DS4 des del lloc a la xarxa de televisió en un circuit de dades en sèrie complet i no compartit de 270 megabits per segon.
Històricament, quan s'utilitzava amb l'engranatge adequat, el circuit s'utilitzava per emular un circuit de definició estàndard analògic utilitzant una freqüència de mostreig de 12-15 MHz, transportant les mostres en format PCM. Això va substituir els circuits de cable coaxial dedicats per circuits digitals gestionats, però aquest ús es va fer rar a principis del segle XXI.